# Campeonato Mundial de Piragüismo en Aguas Tranquilas de 1991
El XXIV Campeonato Mundial de Piragüismo en Aguas Tranquilas se celebró en París (Francia) entre el 21 y el 25 de agosto de 1991 bajo la organización de la Federación Internacional de Piragüismo (ICF) y la Federación Francesa de Piragüismo.
Las competiciones se realizaron en el canal de piragüismo ubicado a orillas del río Marne, en la localidad de Vaires-sur-Marne.

## Medallistas

### Masculino
| Evento      | Oro                                                                        | Plata                                                                      | Bronce                                                                  |
| ----------- | -------------------------------------------------------------------------- | -------------------------------------------------------------------------- | ----------------------------------------------------------------------- |
| K1 500 m    | Renn Crichlow · Canadá                                                     | Knut Holmann · Noruega                                                     | Zsolt Gyulay · Hungría                                                  |
| K2 500 m    | Juan Manuel Sánchez · Juan José Román · España                             | Kay Bluhm · Torsten Gutsche · Alemania                                     | Ferenc Csipes · Zsolt Gyulay · Hungría                                  |
| K4 500 m    | Detlef Hofmann · Oliver Kegel · Thomas Reineck · André Wohllebe · Alemania | Attila Ábrahám · Attila Ádám · Attila Adrovicz · László Fidel · Hungría    | Serguei Galkov Oleg Gorobi Serguei Kirsanov Andrei Plitkin URSS         |
| K1 1000 m   | Knut Holmann · Noruega                                                     | Ferenc Csipes · Hungría                                                    | Greg Barton Estados Unidos                                              |
| K2 1000 m   | Kay Bluhm · Torsten Gutsche · Alemania                                     | Juan Manuel Sánchez · Juan José Román · España                             | Ákos Angyal · Béla Petrovics · Hungría                                  |
| K4 1000 m   | Attila Ábrahám · Zsolt Gyulay · Ferenc Csipes · László Fidel · Hungría     | Detlef Hofmann · Oliver Kegel · Thomas Reineck · André Wohllebe · Alemania | Karol Becker Richard Botló Karel Hrudík Michal Matúš Checoslovaquia     |
| K1 10 000 m | Greg Barton Estados Unidos                                                 | Beniamino Bonomi · Italia                                                  | Morten Ivarsen · Noruega                                                |
| K2 10 000 m | Philippe Boccara Pascal Boucherit Francia                                  | Kay Bluhm · Torsten Gutsche · Alemania                                     | Róbert Erban Juraj Kadnár Checoslovaquia                                |
| K4 10 000 m | Detlef Hofmann · Oliver Kegel · Thomas Reineck · André Wohllebe · Alemania | Ramon Andersson Clint Robinson Ian Rowling Steven Wood Australia           | Jonas Fager · Pablo Grate · Hans Olsson · Peter Orban · Suecia          |
| C1 500 m    | Mijail Slivinski URSS                                                      | Nikolai Bujalov Bulgaria                                                   | Olaf Heukrodt · Alemania                                                |
| C2 500 m    | Attila Pálizs · Attila Szabó · Hungría                                     | Viktor Reneiski Nikolai Zhuravski URSS                                     | Olivier Boivin Didier Hoyer Francia                                     |
| C4 500 m    | Yuri Gurin Viktor Reneiski Nikolai Zhuravski Valeri Veshko URSS            | Benoît Bernard Joël Bettin Philippe Renaud Pascal Sylvoz Francia           | Axel Berndt · Andreas Dittmer · Sven Montag · Thomas Zereske · Alemania |
| C1 1000 m   | Ivan Klementiev URSS                                                       | Nikolai Bujalov Bulgaria                                                   | Matthias Röder · Alemania                                               |
| C2 1000 m   | Ulrich Papke · Ingo Spelly · Alemania                                      | Olivier Boivin Didier Hoyer Francia                                        | Viktor Reneiski Nikolai Zhuravski URSS                                  |
| C4 1000 m   | Yuri Gurin Viktor Reneiski Nikolai Zhuravski Valeri Veshko URSS            | Olaf Heukrodt · Sven Montag · Ulrich Papke · Ingo Spelly · Alemania        | Nikolai Bujalov Traicho Draganov Paisi Liubenov Deyan Slavov Bulgaria   |
| C1 10 000 m | Zsolt Bohács · Hungría                                                     | Ivan Klementiev URSS                                                       | Andrew Train Reino Unido                                                |
| C2 10 000 m | István Gyulay · Pál Pétervári · Hungría                                    | Gheorghe Andriev · Romică Haralambie · Rumania                             | Andrew Train Stephen Train Reino Unido                                  |

### Femenino
| Evento    | Oro                                                                         | Plata                                                               | Bronce                                                |
| --------- | --------------------------------------------------------------------------- | ------------------------------------------------------------------- | ----------------------------------------------------- |
| K1 500 m  | Katrin Borchert · Alemania                                                  | Rita Kőbán · Hungría                                                | Josefa Idem · Italia                                  |
| K2 500 m  | Ramona Portwich · Anke von Seck · Alemania                                  | Éva Dónusz · Erika Mészáros · Hungría                               | Agneta Andersson · Anna Olsson · Suecia               |
| K4 500 m  | Katrin Borchert · Monika Bunke · Ramona Portwich · Anke von Seck · Alemania | Éva Dónusz · Erika Mészáros · Katalin Gyulay · Rita Kőbán · Hungría | Liu Qinglan Ning Menghua Wang Jing Wen Yangfang China |
| K1 5000 m | Josefa Idem · Italia                                                        | Anna Wood Australia                                                 | Katrin Borchert · Alemania                            |
| K2 5000 m | Ramona Portwich · Anke von Seck · Alemania                                  | Maria Haglund · Susanne Rosenqvist · Suecia                         | Bernadette Brégeon Sabine Goetschy Francia            |

## Medallero
| Núm. | País           | Oro | Plata | Bronce | Total |
| ---- | -------------- | --- | ----- | ------ | ----- |
| 1    | Alemania       | 8   | 4     | 4      | 16    |
| 2    | Hungría        | 4   | 5     | 3      | 12    |
| 3    | URSS           | 4   | 2     | 2      | 8     |
| 4    | Francia        | 1   | 2     | 2      | 5     |
| 5    | Italia         | 1   | 1     | 1      | 3     |
| 5    | Noruega        | 1   | 1     | 1      | 3     |
| 7    | España         | 1   | 1     | 0      | 2     |
| 8    | Estados Unidos | 1   | 0     | 1      | 2     |
| 9    | Canadá         | 1   | 0     | 0      | 1     |
| 10   | Bulgaria       | 0   | 2     | 1      | 3     |
| 11   | Australia      | 0   | 2     | 0      | 2     |
| 12   | Suecia         | 0   | 1     | 2      | 3     |
| 13   | Rumania        | 0   | 1     | 0      | 1     |
| 14   | Checoslovaquia | 0   | 0     | 2      | 2     |
| 14   | Reino Unido    | 0   | 0     | 2      | 2     |
| 16   | China          | 0   | 0     | 1      | 1     |
|      | TOTAL          | 22  | 22    | 22     | 66    |